# Michał Czernecki
Michał Czernecki (ur. 4 kwietnia 1978 w Sosnowcu) – polski aktor teatralny, telewizyjny i filmowy.
Rozpoznawalność zawdzięcza występom w serialach telewizyjnych: Warto kochać (2005–2006), Na dobre i na złe (2005–2006), Londyńczycy (2008), Pierwsza miłość (2011–2013, 2016), M jak miłość (2015) i Motyw (od 2019). Zagrał w spektaklach teatralnych m.in. u Grzegorza Suskiego, Krystiana Lupy, Mai Kleczewskiej, Jarosława Tumidajskiego, Ondreja Spišáka i Wawrzyńca Kostrzewskiego. W 2018 podjął współpracę z kabaretem Paranienormalni.
Laureat drugiej nagrody na Festiwalu Szkół Teatralnych w Łodzi i Grand Prix Festiwalu Teatru Polskiego Radia i Teatru Telewizji Polskiej „Dwa Teatry” w Sopocie. Nominowany do Telekamery 2019 w kategorii aktor.

## Życiorys

### Wczesne lata
Urodził się i wychował w Sosnowcu jako syn Marii i Waldemara Czerneckich. Jego ojciec (1942–1994) był galwanizerem i handlarzem, a matka była księgową w Wojewódzkim Przedsiębiorstwie Handlu Wewnętrznego. Ma starszą o siedem lat siostrę, Joannę. W wywiadach opisuje swoje dzieciństwo jako samotne i smutne ze względu na brak więzi emocjonalnej z bliskimi, zwłaszcza z ojcem, który cierpiał na alkoholizm i zmarł w wieku 52 lat na nowotwór. W swojej książce Wybrałem życie wyznał, że gdy miał 12 lat, był molestowany na obozie harcerskim nad Wartą przez jednego z wychowawców, który był kierownikiem obozu. Jako nastolatek przeżył dwie próby samobójcze.
Uczęszczał do Szkoły Podstawowej nr 7 im. Adama Mickiewicza. Następnie uczył się w technikum elektronicznym, z którego odszedł, by podjąć naukę w VI Liceum Ogólnokształcącym im. Janusza Korczaka. W czasach licealnych założył z kolegami rockowy zespół muzyczny Wolna Sobota i był członkiem szkolnego kabaretu. Otrzymał stypendium Miasta Sosnowca i stypendium Ministra Kultury Narodowej. Uczył się w Policealnej Szkole Pracowników Służb Społecznych. Przez rok studiował kulturoznawstwo na Uniwersytecie Śląskim w Katowicach, następnie ukończył studia w krakowskiej Państwowej Wyższej Szkole Teatralnej im. Ludwika Solskiego.

### Kariera teatralna
Podczas studiów aktorskich odebrał drugą nagrodę za rolę Gerarda w przedstawieniu Franka Wedekinda Maestro w reżyserii Krzysztofa Globisza na Festiwalu Szkół Teatralnych w Łodzi. W 2003 na scenie Starego Teatru im. Heleny Modrzejewskiej w Krakowie zadebiutował w roli Victora, chłopaka umierającego na AIDS Tima (Adam Nawojczyk) w sztuce Polaroidy. Kilka ostrych zdjęć, a za występ w spektaklu otrzymał nagrodę na XXXXIII festiwalu sztuki aktorskiej w Kaliszu. Polaroidy początkowo reżyserował Marcin Grota, później jego miejsce zajął Michał Kotański. W 2003 zagrał tytułowego duńskiego księcia w inscenizacji tragedii szekspirowskiej Teatru Telewizji Hamlet w reż. Łukasza Barczyka z Januszem Gajosem i Grażyną Szapołowską. Choć za rolę zebrał pochlebne recenzje, a Adam Hanuszkiewicz określił spektakl jako arcydzieło, Czernecki nie był zadowolony z efektu, twierdząc: [Reżyser] nie wyciągnął ręki, tylko zostawił mnie z tym [archetypem postaci] sam na sam.
W latach 2003–2005 za dyrekcji Mikołaja Grabowskiego był związany ze Starym Teatrem im. Heleny Modrzejewskiej w Krakowie. Następnie w krakowskim Teatrze Scenie STU u Krzysztofa Jasińskiego wziął udział w rodzinnej baśni muzycznej Cudowny naszyjnik (2005) w reżyserii i choreografii Grzegorza Suskiego. W 2004 zagrał główną rolę w spektaklu Krystiana Lupy Zaratustra, opartym na tekście traktatu Friedricha Nietzschego Tako rzecze Zaratustra oraz fragmentach trylogii Einara Schleefa. Światowa premiera sztuki odbyła się podczas Hellenic Festival S. A. w teatrze Odeon Heroda Attyka w Atenach. Podczas Intermedialnego Forum Teatru Baz@rt odbył się pokaz „spektaklu w budowie”, a w 2005 Zaratustrę wystawiono w Starym im. Heleny Modrzejewskiej w Krakowie. W spektaklu Przemysława Wojcieszka Cokolwiek się zdarzy, kocham cię (2005) w warszawskim Teatrze Rozmaitości grał zawodowego żołnierza Piotra, który po powrocie z wojny w Iraku zastaje matkę mieszkającą pod jednym dachem z córką i jej narzeczoną, w związku z czym przy użyciu przemocy chce zaprowadzić w domu własne porządki. Sztuka była prezentowana w teatrze Hebbel Am Ufer w Berlinie podczas festiwalu Polski Ekspress II (2006) i znalazła się w finale XII Ogólnopolskiego Konkursu na Wystawienie Polskiej Sztuki Współczesnej w Warszawie (2006).
W Teatrze Narodowym został obsadzony w roli Hipolita w sztuce Eurypidesa Fedra (2006) w reżyserii Mai Kleczewskiej. W tarnowskim Teatrze im. Ludwika Solskiego pojawił się jako Leopold Kroll, mąż Lili (Sylwia Gliwa) w sztuce Andreasa Sautera i Bernharda Studlara Czerwone Komety (Rote Kometen, 2007) w reż. Jarosława Tumidajskiego. W Teatrze Ludowym wystąpił gościnnie jako Marek Arens w Disneylandzie (2009) Stanisława Dygata. W Teatrze im. Jana Kochanowskiego w Opolu spotkał się ponownie z Mają Kleczewską podczas realizacji Zmierzchu bogów (2010). W warszawskim Teatrze na Woli miał okazję współpracować z Ondrejem Spišákiem w dwóch przedstawieniach Tadeusza Słobodzianka: Nasza klasa (2010) i Prorok Ilja (2012). Od 2013 za dyrekcji Słobodzianka w Teatrze Dramatycznym w Warszawie można go było oglądać w sztukach: Młody Stalin. Prawdopodobna historia, Prorok Ilja, Nasza klasa, Merlin. Inna historia i Noc żywych Żydów. W inscenizacji Aldony Figury Kupiec wenecki (2014) w przekładzie Piotra Kamińskiego wystąpił jako Bassanio, oddany przyjaciel tytułowego kupca Antonia (Zdzisław Wardejn). Spektakl był krytycznie oceniany przez recenzentów. W 2014 Czernecki zakończył współpracę z Teatrem Dramatycznym w Warszawie. W swojej książce Wybrałem życie tłumaczył decyzję niezadowoleniem ze współpracy z Figurą, a w wywiadzie dla portalu anywhere.pl wyjaśnił: Poróżniliśmy się z Tadeuszem Słobodziankiem (...) i na kilka lat nas rozdzieliła ta artystyczna bądź co bądź kłótnia czy niesnaska. Po odejściu z Dramatycznego zdecydował się na kilkuletnią przerwę od występów w teatrze.
W 2017 powrócił do pracy na scenie, dołączając do impresaryjnego Teatru Pozytyw Agencji Artystycznej Novakka z Częstochowy, by zagrać Gordona w farsie Prywatna klinika (Key for Two) Johna Chapmana i Dave’a Freemana w reż. Grzegorza Reszki. Odniósł sukces w dwóch spektaklach Teatru Telewizji: w Weselu (2018) w reż. Wawrzyńca Kostrzewskiego w roli Czepca i w Hamlecie (2019) w reż. Michała Kotańskiego jako Laertes, otrzymując Grand Prix Festiwalu Teatru Polskiego Radia i Teatru Telewizji Polskiej „Dwa Teatry” w Sopocie. Piotr Zaremba docenił obie kreacje, pisząc: Najbardziej niezwykły [Czepiec], jakiego w życiu widziałem. Nie tyle rodzajowo chłopski, ile silny charyzmą brutalnego plebejusza, bardzo współczesny. Straszny, a przecież jakoś rehabilitowany w finale. Warto dodać, że aktor zagrał także najciekawszego Laertesa w „Hamlecie”, jakiego zdarzyło mi się widzieć. W 2019 podjął współpracę z warszawskimi teatrami: 6.piętro i IMKA. W 2020 zebrał przychylne recenzje krytyków za rolę Cześnika Raptusiewicza w spektaklu Teatru Telewizji Zemsta w reżyserii Redbada Klynstry-Komarnickiego.

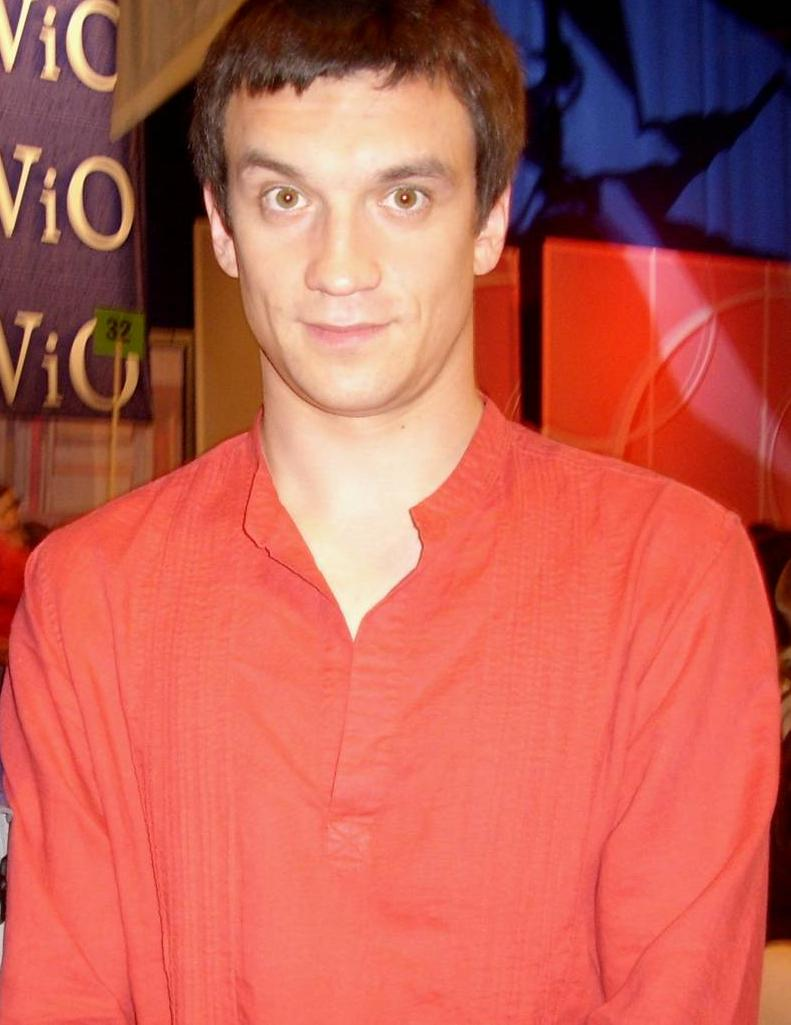
Czernecki (2006)

### Kariera ekranowa
Po debiutanckim występie na kinowym ekranie we francusko-portugalskiej koprodukcji L’Homme des foules (2000), zagrał niewielką rolę w filmie Karol. Człowiek, który został papieżem (Karol, un uomo diventato papa, 2004), po czym wcielił się w Michała Mielczarka, głównego bohatera Doskonałego popołudnia (2007). Następnie zagrał Jarka Szymoniuka, syna głównych bohaterów w Futrze (2008) i „Lewego” w Wojnie polsko-ruskiej (2009).
W nowym tysiącleciu wcielił się w wicedyrektora stoczni w filmie Wałęsa. Człowiek z nadziei (2013), Huberta Schultza w Śliwowicy (2013), Antoniego Bieńczyckiego w Planecie singli (2016), Krzysztofa w Kochaj! (2016), Ryszarda w Podatku od miłości (2018) i Tomasza, byłego męża Alicji w Jak poślubić milionera (2019).
Zagrał pierwszoplanowe role w serialach, m.in.: Tomasza Milewskiego w Warto kochać (2005–2007) i komisarza Pawła Szulca w Motywie (od 2019), jak również Huberta Schultza, właściciela galerii sztuki „Berlin Gallery” i życiowego partnera Marysi Radosz w Pierwszej miłości (od 2004) i porucznika Witolda Szczęsnego w Wojennych dziewczynach (od 2017). Ponadto odegrał drugoplanowe role serialowe: Piotra Kusego w Na dobre i na złe (2005–2006), robotnika „Robala” w Londyńczykach (2008–2009), ratownika Huberta Kosowskiego w Ratownikach (2010), żużlowca Bartka Madurę w Lekarzach (2013–2014), Jerzego Domańskiego, ojca Basi w M jak miłość (2014–2015), Kazimierza Gruszkę, strażaka OSP w Strażakach (2015), Maxa Wojnowskiego w Singielce (2014–2015), Tomka, dyrektorem liceum w Przyjaciółkach, prezesa telewizji Jacka Kurskiego w Uchu Prezesa (2017), ortopedę Piotra Sadzika w Diagnozie (2017–2019), leśniczego Pawła Melecha w Leśniczówce (2018) i Błażeja Nieradkę, męża Adrianny w Znakach (2019).
Wystąpił w kampanii reklamowej PKP i PKP Intercity pod hasłem „Tysiące powodów do podróżowania” (2018). Był ambasadorem reklamy e-Polak potrafi! (2019). Zagrał w teledysku do utworu zespołu Osada Vida „In Circles” (2018).
Jesienią 2025 miał uczestniczyć w 17. edycji programu Dancing with the Stars. Taniec z gwiazdami w Polsacie, ale ze względu na kontuzje jakie doznał musiał zrezygnować z udziału.

### Działalność kabaretowa
Jako artysta kabaretowy występował w programie Kabaret na żywo (w latach 2018–2019), gościł na gali kabaretowej podczas Festiwalu „Magiczne Zakończenie Wakacji” w 2018 oraz na XIII Płockiej Nocy Kabaretowej w 2019 i 24. Rybnickiej Jesieni Kabaretowej – „Ryjek 2019”. W 2020 uczestniczył w trzecim odcinku programu rozrywkowego Polsatu Joke Show, w którym ostatecznie zwyciężył.
W 2018 podjął współpracę z kabaretem Paranienormalni.

### Publikacje
We wrześniu 2018 nakładem wydawnictwa Pascal ukazała się książka pt. „Wybrałem życie”, będąca wywiadem-rzeką z Czerneckim, przeprowadzonym przez Monikę Sobień.

## Życie prywatne
Żonaty z Magdaleną, z zawodu psychologiem. Mają dwóch synów, Franciszka i Piotra. Mieszkali w Będzinie, od 2021 mieszkają w Wieliszewie. 12 czerwca 2025 do warszawskiego sądu wpłynął pozew rozwodowy.

## Odznaczenia
- Odznaczenie Dumni z Powstańców – 2025[57][58]

## Filmografia

### Filmy fabularne
| Rok  | Tytuł                                    | Rola                                | Reżyser                                                                           |
| ---- | ---------------------------------------- | ----------------------------------- | --------------------------------------------------------------------------------- |
| 2000 | L’Homme des foules                       | młody mężczyzna                     | John Lvoff                                                                        |
| 2004 | Karol. Człowiek, który został papieżem   | Ludwik                              | Giacomo Battiato                                                                  |
| 2005 | Doskonałe popołudnie                     | Mikołaj Mielczarek                  | Przemysław Wojcieszek                                                             |
| 2007 | Futro                                    | Jarek Makowiecki                    | Tomasz Drozdowicz                                                                 |
| 2009 | Wojna polsko-ruska                       | Lewy                                | Xawery Żuławski                                                                   |
| 2013 | Wałęsa. Człowiek z nadziei               | wicedyrektor stoczni                | Andrzej Wajda                                                                     |
| 2013 | Stacja Warszawa                          | policjant                           | Maciej Cuske, Kacper Lisowski Nenad Miković, Mateusz Rakowicz Tymon Wyciszkiewicz |
| 2013 | Śliwowica                                | Hubert Schultz                      | Krzysztof Łebski, Justyna Nowak                                                   |
| 2014 | Mur                                      | elegant                             | Dariusz Glazer                                                                    |
| 2014 | Miasto 44                                | kapitan AK                          | Jan Komasa                                                                        |
| 2016 | Prosta historia o morderstwie            | Tyka                                | Arkadiusz Jakubik                                                                 |
| 2016 | Kochaj!                                  | Krzysztof                           | Marta Plucińska                                                                   |
| 2016 | Bodo                                     | Bolesław Wieniawa-Długoszowski      | Michał Kwieciński                                                                 |
| 2016 | Autor Solaris                            | oficer                              | Borys Lankosz                                                                     |
| 2016 | Planeta singli                           | Antoni Bieńczycki                   | Mitja Okorn                                                                       |
| 2018 | Miłość jest wszystkim                    | realizator Jurek                    | Michał Kwieciński                                                                 |
| 2018 | Juliusz                                  | strażnik miejski                    | Aleksander Pietrzak                                                               |
| 2018 | 53 wojny                                 | „Biały”                             | Ewa Bukowska                                                                      |
| 2018 | Podatek od miłości                       | Ryszard Mróz, szef Klary            | Bartłomiej Ignaciuk                                                               |
| 2019 | Jak poślubić milionera?                  | Tomasz, były mąż Alicji             | Filip Zylber                                                                      |
| 2020 | 25 lat niewinności. Sprawa Tomka Komendy | „Paker”                             | Jan Holoubek                                                                      |
| 2021 | Miłość, seks & pandemia                  | Kamil, partner Olgi                 | Patryk Vega                                                                       |
| 2021 | Każdy wie lepiej                         | Grzesiek                            | Michał Rogalski                                                                   |
| 2021 | Dawid i elfy                             | Piotr Kosmala, tata Dawida          | Michał Rogalski                                                                   |
| 2022 | Niebezpieczni dżentelmeni                | Józef Piłsudski                     | Maciej Kawalski                                                                   |
| 2022 | Parada serc                              | Krzysztof Maćkowski                 | Filip Zylber                                                                      |
| 2022 | Listy do M. 5                            | Łukasz                              | Łukasz Jaworski                                                                   |
| 2023 | Na twoim miejscu                         | Andrzej, szef Krzyśka               | Antonio Galdamez                                                                  |
| 2023 | Skołowani                                | Maks Wandor                         | Jan Macierewicz                                                                   |
| 2023 | Cały ten seks                            | seksuolog Artur Staruch, mąż Zofii  | Tomasz Mandes                                                                     |
| 2023 | Polowanie                                | Michał Król                         | Paweł Chmielewski                                                                 |
| 2024 | Kos                                      | Zieliński                           | Paweł Maślona                                                                     |
| 2024 | Miłość jak miód                          | Paweł, sąsiad Agaty                 | Maciej Migas                                                                      |
| 2024 | Skrzyżowanie                             | Marek Jaster, syn Tadeusza i Heleny | Dominika Montean-Pańków                                                           |

### Seriale
| Rok       | Tytuł                      | Rola                                | Uwagi                                               |
| --------- | -------------------------- | ----------------------------------- | --------------------------------------------------- |
| 2004      | Świat według Kiepskich     | gitarzysta                          | odc. 166                                            |
| 2005–2006 | Warto kochać               | Tomasz Milewski                     | odc. 1–14                                           |
| 2005–2006 | Na dobre i na złe          | Piotr Kusy                          |                                                     |
| 2007      | Kryminalni                 | Tomasz Kmita                        | odc. 87                                             |
| 2007      | Determinator               | dziennikarz Marcin Krubski          | odc. 1, 2, 4, 5, 8, 12                              |
| 2008      | Londyńczycy                | Robal                               | odc. 1, 2, 4, 9, 11, 13                             |
| 2009      | Ojciec Mateusz             | Wojtek Jasiak                       | odc. 19                                             |
| 2009      | Plebania                   | Przemek                             | odc. 1284, 1286–1289                                |
| 2009      | Plebania                   | Patryk                              | odc. 1290                                           |
| 2009      | Londyńczycy 2              | Robal                               | odc. 1, 2, 3, 9, 16                                 |
| 2010      | Usta usta                  | właściciel klubu                    | odc. 23                                             |
| 2010      | Ratownicy                  | Hubert Kosowski, ps. „Kosa”         |                                                     |
| 2011      | Plebania                   | operator Jarek                      | odc. 1785–1787, 1790–1792                           |
| 2011      | Świat według Kiepskich     | młody Indianin                      | odc. 353                                            |
| 2011      | Aida                       | listonosz                           | odc. 5                                              |
| 2011–2013 | Pierwsza miłość            | Hubert Schultz                      |                                                     |
| 2012      | Prawo Agaty                | Krzysztof Hańcza                    | odc. 17                                             |
| 2012      | Krew z krwi                | Łukasz Trzciński                    | odc. 5 i 6                                          |
| 2013      | Lekarze                    | Bartek Madura                       | odc. 16, 17, 19–23, 28, 43–46, 50                   |
| 2013      | Komisarz Alex              | Robert Poburski, szef Kulisza       | odc. 50                                             |
| 2014      | Na krawędzi 2              | Piotr Tkacz                         | odc. 8–12                                           |
| 2014      | Czas honoru – Powstanie    | Walter Lentz                        | odc. 1, 5, 6                                        |
| 2015      | M jak miłość               | Jerzy Domański, ojciec Basi         |                                                     |
| 2015      | Rodzinka.pl                | Tadzik, góral z Podhala             | odc. 137                                            |
| 2015      | Strażacy                   | Kazik, strażak OSP                  | odc. 2–8                                            |
| 2015      | Zziajani                   | Tomek Bulski, partner Basi          | odc. 2–8, 10–13                                     |
| 2015      | Blondynka                  | Bodzio                              | odc. 48–52                                          |
| 2015      | Skazane                    | Andrzej                             | odc. 1, 4–7                                         |
| 2015      | Powiedz tak!               | Artur, narzeczony Beaty Kraft       | odc. 3 i 12                                         |
| 2015      | Nie rób scen               | pilot Darek                         | odc. 2                                              |
| 2015      | Historia Roja              | porucznik LWP                       | odc. 1                                              |
| 2015      | Dziewczyny ze Lwowa        | policjant                           | odc. 3                                              |
| 2016      | Singielka                  | Max Wojnowski                       | odc. 149, 150, 163, 164, 166, 167, 169–173, 176–183 |
| 2016      | Pierwsza miłość            | Hubert Schultz                      |                                                     |
| 2016      | Przyjaciółki               | Tomek                               | odc. 88–98                                          |
| 2016      | Stolik                     |                                     | serial internetowy                                  |
| 2016      | Komisja morderstw          | komisarz Andrzej Badura             | odc. 7, 8, 10–12                                    |
| 2016      | Bodo                       | Bolesław Wieniawa-Długoszowski      | odc. 8                                              |
| 2017      | W rytmie serca             | Aleksander Płoszyński               | odc. 5                                              |
| 2017      | Miasto skarbów             | Marek Turkowski „Turek”             | odc. 3 i 4                                          |
| 2017      | Ucho Prezesa               | prezes telewizji Jacek Kurski       |                                                     |
| 2017      | Ślepnąc od świateł         | prokurator Szeptycki                | odc. 4, 6, 7                                        |
| 2017–2021 | Wojenne dziewczyny         | Witold „Wojtek” Szczęsny, brat Irki | odc. 1–13                                           |
| 2017–2019 | Diagnoza                   | dr Piotr Sadzik                     |                                                     |
| 2017–2019 | Leśniczówka                | leśniczy Paweł Melech               | odc. 3-75                                           |
| 2018–2019 | Znaki                      | Błażej Nieradka, mąż Adrianny       |                                                     |
| 2019      | Motyw                      | komisarz Paweł Szulc                |                                                     |
| 2021      | Mental                     | ojciec „Koguta”                     |                                                     |
| 2021      | Krucjata. Prawo serii      | Piotr Stawiski                      |                                                     |
| 2021–2023 | Skazana                    | Paweł Witkowski, mąż Alicji         |                                                     |
| 2022–2023 | Rodzina na Maxa            | Sławek, były mąż Karoliny           |                                                     |
| 2022      | Lulu                       | Andrzej Wiśniewski                  |                                                     |
| 2023      | Emigracja XD               | pan Zbyszek                         | dwie role                                           |
| 2023      | Emigracja XD               | pan Wojtek, brat Zbyszka            | dwie role                                           |
| 2023      | Camera Café. Nowe parzenie | Jan                                 |                                                     |
| 2024      | Profilerka                 | komisarz Karol Nadzieja             |                                                     |
| 2024      | Algorytm miłości           | prowadzący Tomasz                   |                                                     |
| 2025      | Porządny człowiek          | Janusz                              |                                                     |

### Polski dubbing
| Rok  | Tytuł                                  | Rola                                      | Uwagi   |
| ---- | -------------------------------------- | ----------------------------------------- | ------- |
| 2004 | Karol. Człowiek, który został papieżem | Ludwik                                    |         |
| 2011 | Victoria znaczy zwycięstwo             | Kyle                                      | odc. 14 |
| 2017 | Dzieciak rządzi                        | dorosły Tim Templeton                     |         |
| 2017 | Logan: Wolverine                       |                                           |         |
| 2022 | Moon Knight                            | Marc Spector / Steven Grant / Moon Knight |         |
| 2022 | Dziwny świat                           | Oskard Klan                               |         |

## Role teatralne
| Tytuł                                       | Autor                                              | Rola                                       | Reżyser                            | Teatr                                                       | Premiera   |
| ------------------------------------------- | -------------------------------------------------- | ------------------------------------------ | ---------------------------------- | ----------------------------------------------------------- | ---------- |
| Cudowny naszyjnik                           | Włodzimierz Jasiński, Paweł Lipnicki               |                                            | Grzegorz Suski                     | Krakowski Teatr Scena STU                                   | 2001-09-30 |
| Polaroidy                                   | Mark Ravenhill                                     | Victor                                     | Michał Kotański                    | Stary Teatr im. Heleny Modrzejewskiej w Krakowie            | 2003-01-18 |
| Niewina                                     | Dea Loher                                          | samobójca                                  | Paweł Miśkiewicz                   | Stary Teatr im. Heleny Modrzejewskiej w Krakowie            | 2004-02-28 |
| Zaratustra                                  | Friedrich Nietzsche                                | młody Zaratustra                           | Krystian Lupa                      | Odeon Heroda Attyka                                         | 2004-06-28 |
| Nocny autobus                               | Michał Walczak                                     | On                                         | Jarosław Tumidajski                | Stary Teatr im. Heleny Modrzejewskiej w Krakowie            | 2005-02-12 |
| Zaratustra                                  | Friedrich Nietzsche                                | przemytnik, Zaratustra I                   | Krystian Lupa                      | Stary Teatr im. Heleny Modrzejewskiej w Krakowie            | 2005-05-07 |
| Cokolwiek się zdarzy, kocham cię            | Przemysław Wojcieszek                              | Piotrek                                    | Przemysław Wojcieszek              | Teatr Rozmaitości w Warszawie                               | 2005-10-25 |
| Ksiądz Marek                                | Juliusz Słowacki                                   | Puławski                                   | Michał Zadara                      | Stary Teatr im. Heleny Modrzejewskiej w Krakowie            | 2005-11-20 |
| Fedra                                       | Eurypides                                          | Hipolit                                    | Maja Kleczewska                    | Teatr Narodowy                                              | 2006-12-02 |
| Czerwone komety                             | Andreas Sauter, Bernhard Studlar                   | Leopold                                    | Jarosław Tumidajski                | Teatr im. Ludwika Solskiego w Tarnowie                      | 2007-12-09 |
| Święta Joanna szlachtuzów                   | Bertolt Brecht                                     | Graham, robotnik II, chłopiec              | Jarosław Tumidajski                | Teatr Miejski im. Witolda Gombrowicza w Gdyni               | 2008-03-29 |
| Barbara Radziwiłłówna z Jaworzna-Szczakowej | Michał Witkowski                                   | Sasza, Światowid, Gniewko                  | Jarosław Tumidajski                | Teatr Śląski im. Stanisława Wyspiańskiego w Katowicach      | 2008-12-05 |
| Disneyland                                  | Stanisław Dygat                                    | Marek Arens                                | Jarosław Tumidajski                | Teatr Ludowy w Krakowie                                     | 2009-11-21 |
| Nasza klasa                                 | Tadeusz Słobodzianek                               | Rysiek                                     | Ondrej Spišák                      | Scena na Woli im. Tadeusza Łomnickiego                      | 2010-10-16 |
| Zmierzch bogów                              | Nicola Badalucco, Enrico Medioli, Luchino Visconti | Friedrich Bruckmann                        | Maja Kleczewska                    | Teatr Dramatyczny im. Jana Kochanowskiego w Opolu           | 2010-11-06 |
| Prorok Ilja                                 | Tadeusz Słobodzianek                               | Charyton                                   | Ondrej Spišák                      | Scena na Woli im. Tadeusza Łomnickiego                      | 2012-03-31 |
| Młody Stalin. Prawdopodobna historia        | Tadeusz Słobodzianek                               | Kamo, strażnik w więzieniu, Hitler, Trocki | Ondrej Spišák                      | Teatr Dramatyczny m.st. Warszawy                            | 2013-04-06 |
| Noc żywych Żydów                            | Igor Ostachowicz                                   | Fakir/Ktoś Zły/Zupełnie Zły                | Aleksandra Popławska, Marek Kalita | Teatr Dramatyczny m.st. Warszawy                            | 2014-04-04 |
| Kupiec wenecki                              | William Shakespeare                                | Bassanio                                   | Aldona Figura                      | Teatr Dramatyczny m.st. Warszawy                            | 2014-10-03 |
| Prywatna klinika                            | John Chapman, Dave Freeman                         | Gordon                                     | Grzegorz Reszka                    | teatr impresaryjny produkcji Agencji Artystycznej „Novakka” | 2017-10-14 |
| Samotny zachód                              | Martin McDonagh                                    | Valene Connor                              | Eugeniusz Korin                    | Teatr 6. piętro                                             | 2019-03-30 |
| Same plusy                                  | Cezary Harasimowicz                                | Krzysztof                                  | Wawrzyniec Kostrzewski             | Teatr Imka                                                  | 2019-11-30 |
| Wiesz, że wiem                              | Carole Grep                                        | Karol                                      | Giovanny Castellanos               | Adria Art                                                   | 2020-03-05 |

### Teatr Telewizji
- 2003: Hamlet – Hamlet
- 2004: Maestro
- 2004: Klucz – Wołodia
- 2006: Volpone albo Lis – Bonario
- 2007: Doktor Halina – kolega z konspiracji
- 2017: Dzielni chłopcy – Policjant
- 2018: Wesele – Czepiec
- 2019: Hamlet – Laertes
- 2020: Zemsta – Cześnik Maciej Raptusiewicz